# Baryton (instrument de musique)
Pour les articles homonymes, voir Baryton.
 (juillet 2010).
Si vous disposez d'ouvrages ou d'articles de référence ou si vous connaissez des sites web de qualité traitant du thème abordé ici, merci de compléter l'article en donnant les références utiles à sa vérifiabilité et en les liant à la section « Notes et références ».

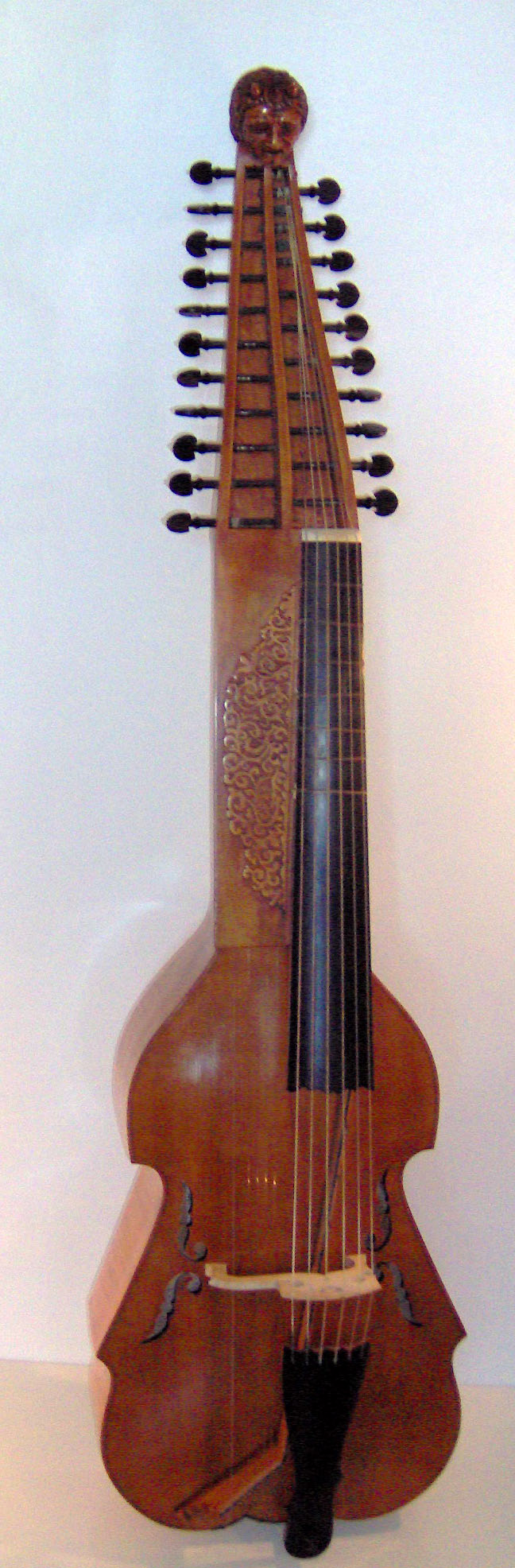
Baryton à cordes

Au sein d'une famille d'instruments de musique, le baryton désigne l'instrument dont le registre se situe entre celui de l'instrument ténor et celui de l'instrument basse.

## Baryton à corde
Le baryton à cordes — appelé aussi « viola di Bardone » ou « bardone » — est un instrument à cordes du XVIIIe siècle, appartenant à la famille des violes de gambes. Il s'agit d'une variante de la viola bastarda baroque.
Il a plus ou moins la grandeur d'un violoncelle. Son accord est : la, ré, fa, la, ré, fa. En plus des six cordes de jeu, se trouvent à l'arrière du manche creux, sept à neuf cordes accordées en principe selon une diatonique. Celles-ci jouent d'une part le rôle de cordes sympathiques, mais sont aussi pincées avec le pouce de la main gauche, technique qui rend très difficile le jeu de cet instrument. La douceur du son était appréciée en période pré-classique. Joseph Haydn composa pour son maître — le prince Nicolas Esterházy, qui jouait lui-même avec passion du baryton — plus de 170 œuvres (solos, trios, et divertissements). Après 1800, l'instrument est tombé dans l'oubli.

## Baryton (cuivre)

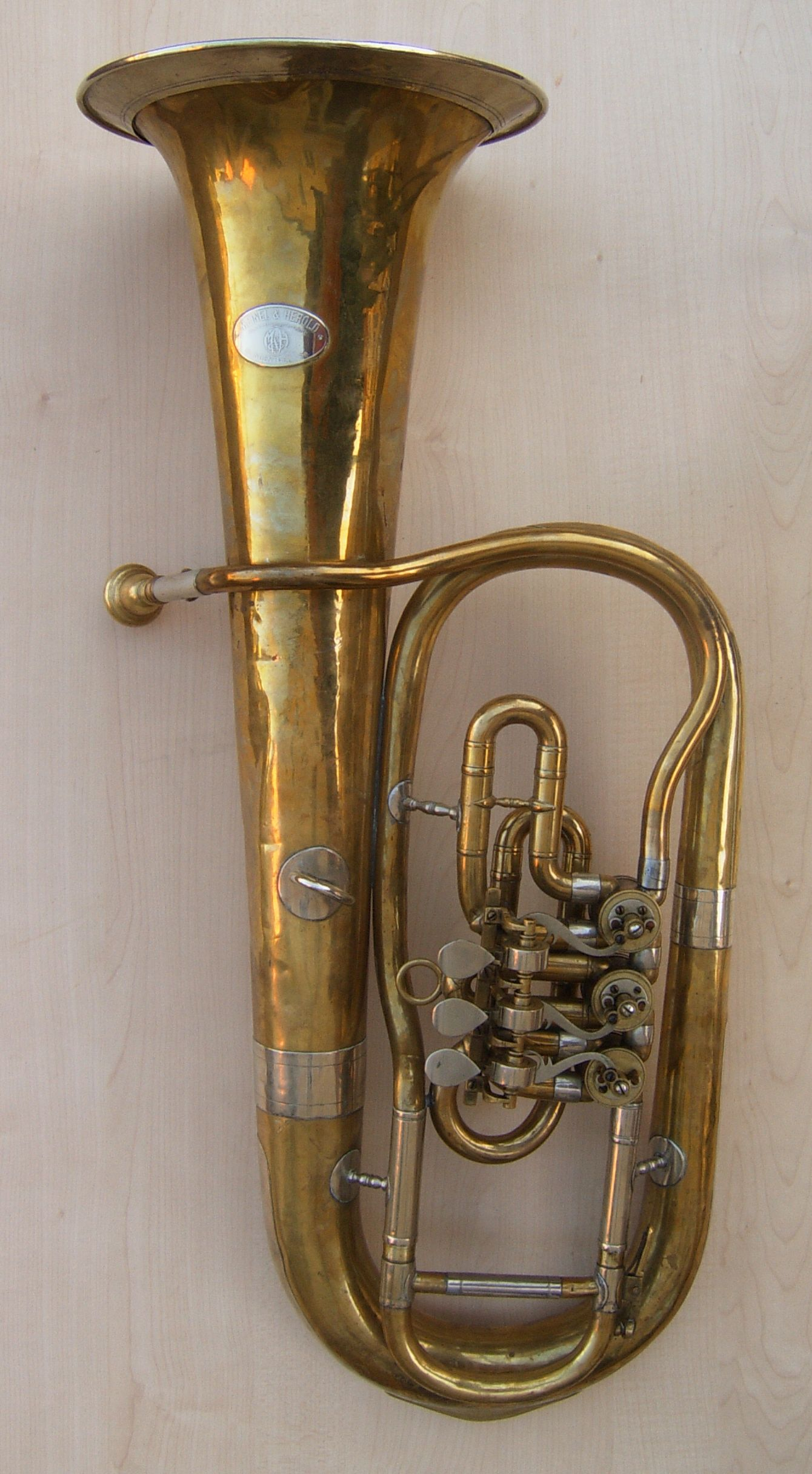
Saxhorn baryton "allemand"

Le baryton - ou plus précisément le saxhorn baryton - fait partie de la famille des cuivres. On le trouve particulièrement dans les formations de brass band. Son registre se situe une quinte en dessous de celui du saxhorn alto.
On le dit communément à mi-chemin entre l'alto et l'euphonium mais ce n'est pas tout à fait juste. En effet, cette affirmation est faussée par la perception acoustique. Le baryton a exactement la même tonalité que l'euphonium (si) et la même fondamentale. L'oreille le fait entendre sonner « plus haut » que l'euphonium alors qu'il sonne en fait plus clair. Quant à l'alto, il n'a pas la même tonalité de base (si pour le baryton et mi pour l'alto) : le baryton a donc sa fondamentale sonnant une quarte en dessous de l'alto, mais le baryton a aussi une perce plus large que l'alto. Le timbre spécifique d'un instrument est obtenu sur base d'un rapport entre perce, largeur et forme (conique ou cylindrique) du tube principal. La tonalité spécifique d'un instrument est uniquement due à la longueur physique du tube principal.
Le tuba baryton est le même instrument que le saxhorn baryton et commercialisé sous le nom baryton.

## Saxophone baryton
Dans le vocabulaire du jazz, l'appellation « baryton » se réfère au saxophone baryton.

## Guitare baryton

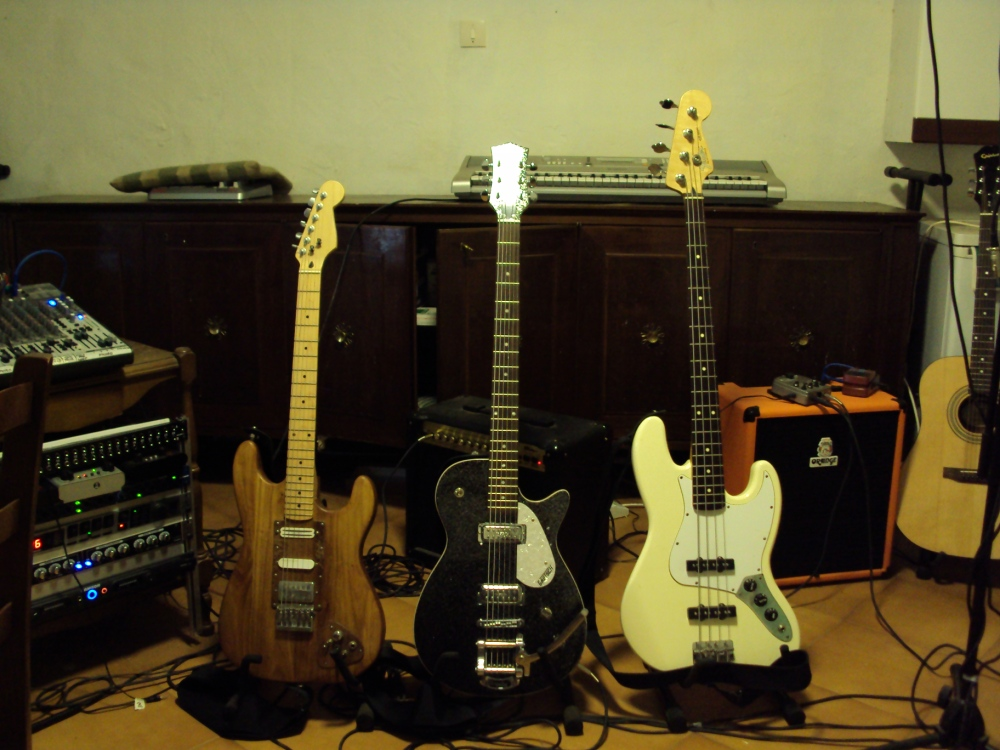
Une guitare électrique standard de type stratocaster avec un diapason de 647 mm (25,5) (gauche), une guitare baryton Gretsch avec un diapason de 756 mm (29,75) et une basse Fender jazz bass (droite) avec un diapason de 863 mm (34).

Les guitares baryton sont des guitares électriques ou acoustiques au diapason plus long (de 26" à 30") et généralement accordées une quarte, quinte voire une octave plus bas qu'une guitare standard.